# Бис-(2-хлорэтил)этиламин
Бис(2-хлорэтил)этиламин, известный также как Газ HN1, Вещество HN1, Nitrogen mustard HN1 — это хлорорганическое соединение, простейшее производное бис-β-хлорэтиламина с химической формулой C2H5N(CH2CH2Cl)2. Часто называемый просто HN1, он является мощнейшим боевым отравляющим веществом кожно-нарывного и раздражающего действия, и является азотистым ипритом, боевым отравляющим веществом ("газом"), изначально планировавшимся к применению в военных целях, в качестве компонента химического оружия. Первоначально HN1 был разработан в 1920-х и 1930-х годах с целью выведения бородавок на коже, но позже стал применяться в военных целях. Вследствие возможности его применения в военных целях, его производство и применение строго ограничивается и регулируется согласно Международной Конвенции о запрещении химического оружия.
При нормальных условиях «газ HN1», на самом деле, вовсе не газообразный. Он представляет собой маслянистую, вязкую жидкость от бесцветного до бледно-жёлтого цвета (чистый HN1 бесцветен, цвет обусловлен примесями) и резким, неприятным, раздражающим, рыбным или тухлым запахом.

## Механизм действия
Все азотистые  иприты алкилируют ДНК быстро делящихся клеток кожи. Однако для проявления алкилирующих свойств необходимо превращение (циклизация)  в соответствующую соль азиридиния. Скорость этой реакции циклизации в биологически активную азиридиниевую соль сильно зависит от значения pH среды, так как протонированный амин не может циклизироваться. Ион азиридиния затем реагирует с водой в более медленной реакции гидролиза, при которой образуются неактивные соединения. При рН 8 (то есть при щелочной реакции среды) большая часть соединения практически сразу же превращается в азиридиниевую соль, с последующим медленным гидролизом в воде. При рH 4 (то есть при кислой реакции среды), напротив, циклизация в биологически активный азиридиний происходит медленно, а последующий гидролиз достаточно быстро. А поскольку в жидкостях и тканях организма реакция в норме слабо щелочная (pH ~ 7,4-7,7), то это обуславливает высокую скорость циклизации азотистых ипритов в водных средах организма в биологически активный азиридиний, быстрое проявление ими алкилирующего действия и последующий сравнительно медленный гидролиз.